# Metaethik
Metaethik oder Fundamentalethik versucht die Natur der Moral im Allgemeinen zu bestimmen und arbeitet dabei beispielsweise semantische Analysen moralischer Urteile aus. Inhaltliche Aussagen bezüglich der moralischen Bewertung einzelner Handlungen werden dagegen nicht gemacht.

## Grundfragen
Die Metaethik wurde seit Beginn des 20. Jahrhunderts ursprünglich vor allem im angloamerikanischen Sprachraum entwickelt und ist durch vier verschiedene Kontroversen gekennzeichnet, die aber oft quer durcheinander und miteinander vermengt diskutiert werden, da sie logisch zusammenhängen:
| \| \| \| \| \| Grundhaltungen zum ethischen Realismus \| \| \| \| \| \| \| \| \| \| \| \| \| \| \| \| \| \| \| \| \| \| \| \| \| \| \| \| \| \| \| \| \| \| \| \| \| \| \| \| \| \| \| \| \| \| \| \| \| \| \| \| \| \| \| \| \| \| \| \| \| \| \| \| \| \| \| \| \| \| \| \| \| \| \| \| \| \| \| \| \| \| \| \| \| Kognitivismus \| Kognitivismus \| Kognitivismus \| Kognitivismus \| Kognitivismus \| Kognitivismus \| \| \| Non-Kognitivismus \| Non-Kognitivismus \| Non-Kognitivismus \| Non-Kognitivismus \| Non-Kognitivismus \| Non-Kognitivismus \| \| \| \| \| \| \| \| \| \| \| \| \| \| \| \| Kognitivismus \| Kognitivismus \| Kognitivismus \| Kognitivismus \| Kognitivismus \| Kognitivismus \| \| \| Non-Kognitivismus \| Non-Kognitivismus \| Non-Kognitivismus \| Non-Kognitivismus \| Non-Kognitivismus \| Non-Kognitivismus \| \| \| \| \| \| \| \| \| \| \| \| \| \| \| \| \| \| \| \| \| \| \| \| \| \| \| \| \| \| \| \| \| \| \| \| \| \| \| \| \| \| \| Realismus \| Realismus \| Realismus \| Realismus \| Realismus \| Realismus \| \| \| Antirealismus \| Antirealismus \| Antirealismus \| Antirealismus \| Antirealismus \| Antirealismus \| \| \| \| \| \| \| \| \| \| \| \| \| \| \| \| Realismus \| Realismus \| Realismus \| Realismus \| Realismus \| Realismus \| – naturalistisch (empirische Gegenstände) – non-naturalistisch (Evidenz, Intuition) – supra-naturalistisch (exogene Instanz) \| – naturalistisch (empirische Gegenstände) – non-naturalistisch (Evidenz, Intuition) – supra-naturalistisch (exogene Instanz) \| – naturalistisch (empirische Gegenstände) – non-naturalistisch (Evidenz, Intuition) – supra-naturalistisch (exogene Instanz) \| – naturalistisch (empirische Gegenstände) – non-naturalistisch (Evidenz, Intuition) – supra-naturalistisch (exogene Instanz) \| – naturalistisch (empirische Gegenstände) – non-naturalistisch (Evidenz, Intuition) – supra-naturalistisch (exogene Instanz) \| – naturalistisch (empirische Gegenstände) – non-naturalistisch (Evidenz, Intuition) – supra-naturalistisch (exogene Instanz) \| Antirealismus \| Antirealismus \| \| \| – Skeptizismus (Hume) – Idealismus (Empirismus) \| – Skeptizismus (Hume) – Idealismus (Empirismus) \| – Skeptizismus (Hume) – Idealismus (Empirismus) \| – Skeptizismus (Hume) – Idealismus (Empirismus) \| – Skeptizismus (Hume) – Idealismus (Empirismus) \| – Skeptizismus (Hume) – Idealismus (Empirismus) \| \| \| \| \| \| \| Übersicht zur Struktur der möglichen Grundhaltungen im ethischen Realismus |           |               |               |                                        |               | | | | | | |                   |                   |                   |                   |                                                 |                                                 |                                                 |                                                 |                                                 |                                                 |  |  |  |  |  |  |
| |           |               |               | Grundhaltungen zum ethischen Realismus |               | | | | | | |                   |                   |                   |                   |                                                 |                                                 |                                                 |                                                 |                                                 |                                                 |  |  |  |  |  |  |
| |           |               |               |                                        |               | | | | | | |                   |                   |                   |                   |                                                 |                                                 |                                                 |                                                 |                                                 |                                                 |  |  |  |  |  |  |
| |           |               |               |                                        |               | | | | | | |                   |                   |                   |                   |                                                 |                                                 |                                                 |                                                 |                                                 |                                                 |  |  |  |  |  |  |
| |           | Kognitivismus | Kognitivismus | Kognitivismus                          | Kognitivismus | Kognitivismus | Kognitivismus | | | Non-Kognitivismus | Non-Kognitivismus | Non-Kognitivismus | Non-Kognitivismus | Non-Kognitivismus | Non-Kognitivismus |                                                 |                                                 |                                                 |                                                 |                                                 |                                                 |  |  |  |  |  |  |
| |           | Kognitivismus | Kognitivismus | Kognitivismus                          | Kognitivismus | Kognitivismus | Kognitivismus | | | Non-Kognitivismus | Non-Kognitivismus | Non-Kognitivismus | Non-Kognitivismus | Non-Kognitivismus | Non-Kognitivismus |                                                 |                                                 |                                                 |                                                 |                                                 |                                                 |  |  |  |  |  |  |
| |           |               |               |                                        |               | | | | | | |                   |                   |                   |                   |                                                 |                                                 |                                                 |                                                 |                                                 |                                                 |  |  |  |  |  |  |
| Realismus | Realismus | Realismus     | Realismus     | Realismus                              | Realismus     | | | Antirealismus | Antirealismus | Antirealismus | Antirealismus | Antirealismus     | Antirealismus     |                   |                   |                                                 |                                                 |                                                 |                                                 |                                                 |                                                 |  |  |  |  |  |  |
| Realismus | Realismus | Realismus     | Realismus     | Realismus                              | Realismus     | – naturalistisch (empirische Gegenstände) – non-naturalistisch (Evidenz, Intuition) – supra-naturalistisch (exogene Instanz) | – naturalistisch (empirische Gegenstände) – non-naturalistisch (Evidenz, Intuition) – supra-naturalistisch (exogene Instanz) | – naturalistisch (empirische Gegenstände) – non-naturalistisch (Evidenz, Intuition) – supra-naturalistisch (exogene Instanz) | – naturalistisch (empirische Gegenstände) – non-naturalistisch (Evidenz, Intuition) – supra-naturalistisch (exogene Instanz) | – naturalistisch (empirische Gegenstände) – non-naturalistisch (Evidenz, Intuition) – supra-naturalistisch (exogene Instanz) | – naturalistisch (empirische Gegenstände) – non-naturalistisch (Evidenz, Intuition) – supra-naturalistisch (exogene Instanz) | Antirealismus     | Antirealismus     |                   |                   | – Skeptizismus (Hume) – Idealismus (Empirismus) | – Skeptizismus (Hume) – Idealismus (Empirismus) | – Skeptizismus (Hume) – Idealismus (Empirismus) | – Skeptizismus (Hume) – Idealismus (Empirismus) | – Skeptizismus (Hume) – Idealismus (Empirismus) | – Skeptizismus (Hume) – Idealismus (Empirismus) |  |  |  |  |  |  |

- Im Streit Kognitivismus versus Nonkognitivismus geht es um folgende Fragen: Wird in der Ethik etwas erkannt oder nur befürwortet? Sind moralische Sätze wahrheitsfähig? Gibt es intersubjektiv verbindliche Geltungsansprüche für Normen?
- Im Streit Generalismus versus Partikularismus geht es um die Frage: Gibt es allgemeine ethische Regeln oder kann nur in jedem Einzelfall entschieden werden?[1]
- Im Streit Realismus versus Antirealismus geht es um die Frage: Gibt es objektive Werte jenseits subjektiver Wertvorstellungen und Wünsche?
- Im Streit Moral versus Amoralismus, Relativismus und Nihilismus geht es um die Fragen: Soll man überhaupt moralisch sein? Wenn ja, warum?

Zur ersten Fragestellung gehört die Analyse der Bedeutung moralischer Begriffe und Begriffe wie „gut“, „richtig“, „Sollen“, „Pflicht“, auch „Handlung“, „Gewissen“, „Absicht“. Einige Metaethiker folgen dabei einer sprachanalytischen Methode.
Zur zweiten Fragestellung gehört die ontologische Frage nach Referenzen und Wahrmachern: Existieren basale moralische Eigenschaften bzw. Tatsachen und wie sind diese beschaffen? Einen stärker epistemologischen Themenkreis stellt die Problematik des epistemischen Zugangs zu moralischen Wahrheiten und zur rationalen Rechtfertigung moralischer Urteile dar.

## Realismus versus Antirealismus

### Realismus
Der ethische Realismus besagt, dass es objektive Werttatsachen gibt, die unabhängig von einem subjektiven Fürwahrhalten gelten. Der ethische Realist wendet sich gegen die konventionalistische Auffassung, dass Werte allein aus persönlichen Präferenzen abzuleiten sind. Moralische Tatsachen werden für den Realisten nicht konstituiert, sondern sie bestehen unabhängig vom erkennenden Subjekt. Moralische, ethische oder zukünftige Entwicklungen jedoch sind durch ein „Hoffen“ und „Bangen“ geprägt, welches wiederum auf subjektive Empfindungen und Einschätzungen seitens der objektiven Befunde zurückzuführen ist.

#### Schwacher ethischer Realismus
Positionen, die sich darauf beschränken, die Wahrheitsfähigkeit von ethischen Aussagen anzunehmen, kann man als schwachen ethischen Realismus bezeichnen. Die These lautet: „Der moralische Realist unterscheidet sich nur vom Antirealisten, als er behauptet: Moralische Urteile haben den Wahrheitswert und können auch den Wahrheitswert ‚wahr‘ besitzen.“
Wie in der Erkenntnistheorie gehört es zum Wesen des schwachen ethischen Realismus, dass der Fallibilismus anerkannt wird. Für den schwachen Realisten können moralische Urteile immer fehlerhaft sein.
Um die Diskussion über den Realismus rational in einem akzeptablen Bereich zu führen, beschränken schwache ethische Realisten üblicherweise den Anwendungsbereich moralischer Urteile:
- Die Sinngemäßheit (literal interpretation) fordert, dass die Beschreibung des Gegenstandsbereiches der intuitiven Alltagsauffassung nicht grundsätzlich widersprechen darf.
- Die Angemessenheit ist eine Anforderung, mit der zu große Spitzfindigkeiten ausgeschlossen werden sollen. So sind kontrafaktische Gedankenexperimente mit zu speziellen Bedingungen wie das Ausschließen eines subjektiven Handlungsmodells nicht angemessen. Zum Beispiel sind Gegenstände mit nur physikalischen Eigenschaften wie Steine oder Elektronen weder hartherzig noch ungerecht.

#### Starker ethischer Realismus
Ein fundamentaler ethischer Realist vertritt die Auffassung, dass es objektive Maßstäbe für die Wahrheit von moralischen Aussagen gibt. Dabei gibt es verschiedene Vorstellungen, nach welchen Regeln eine Aussage als wahr anerkannt werden soll:

##### Substantieller Wertrealismus
Ausgehend von der Wertphilosophie zu Beginn des 20. Jahrhunderts (Heinrich Rickert, Robert Reininger) gibt es Vertreter des ethischen Realismus, die annehmen, dass Werte als Entitäten einer besonderen Art eine ontologische Existenz haben. Nach Max Scheler gibt es „echte und wahre Wertqualitäten“, die „vom Dasein einer Güterwelt, in der sie zur Erscheinung kommen, desgleichen von der Bewegung und Veränderung in dieser Güterwelt in der Geschichte ganz unabhängig und für deren Erfahrung a priori“ sind. Die Wertphänomenologie, zu der auch Nicolai Hartmann zu rechnen ist, begründet die Existenz von Werten mit ihrer Evidenz. Die Position wird auch als moralischer Intuitionismus bezeichnet. Auch hier kann man wieder eine starke und eine schwache Auffassung unterscheiden. Stark bedeutet eine vollständige, schwach eine zumindest teilweise Unabhängigkeit von subjektiven Einflüssen wie Interessen, Wünschen oder Wollen.
Die Kritik an dieser Auffassung weist darauf hin, dass die Behauptung objektiver Werte noch gar nicht zeigt, welches denn diese objektiven Werte seien. So sind für verschiedene Menschen womöglich ganz verschiedene Werte evident. Da entsprechende Streitfragen ohne Annahmen jenseits des substantiellen Wertrealismus nur durch weitere Evidenzen entscheidbar wären, stellt sich die Frage, wer die bessere Intuition hat. Das kann natürlich nicht zirkelfrei anhand der Ergebnisse der konfligierenden Intuitionen entschieden werden.
Nonkognitivisten und Amoralisten behaupten, für sie seien gar keine Werte evident oder intuitiv einsichtig. Wertrealisten nennen diese Kritiker dann defizient analog zu Blinden. In diesem Streit wäre zunächst genauer zu explizieren, was mit Evidenz und Intuition genau gemeint ist. Auf der Ebene körperlichen Leidens und der Einfühlung darein ist die Analogie zur Wahrnehmung naheliegender als bei komplexen kulturellen Werten. Dennoch ist nicht klar, auf welcher Basis eine besondere Empfänglichkeit oder Blindheit beruhen sollte.

##### Prozeduraler moralischer Realismus
Thomas Nagel hält es nicht für notwendig, dass ein ethischer Realist den moralischen Werten einen ontologischen Status zuweisen muss: „Die Position, die Werte als wirklich anerkennt, besagt keineswegs, dass sie okkulte Wesenheiten oder Qualitäten sind, sondern dass sie reale Werte sind: dass ein Urteil über diese Werte und die Gründe, die Menschen für ihr Wirken haben, auch unabhängig von unseren Überzeugungen oder Neigungen wahr oder falsch sein können.“ Stattdessen kann man Verfahren finden, die eine Objektivität bei der Bewertung moralischer Aussagen herstellen. Nagel schlägt hierzu vor, zur Bewertung einer Aussage einen Standpunkt einzunehmen, der von subjektiven Interessen absieht, und unparteiisch zu urteilen. Ähnlich hatte bereits Adam Smith vorgeschlagen, als Maßstab zur Entscheidung ethischer Fragen das Urteil eines unbeteiligten, neutralen Beobachters zugrunde zu legen. Für Nagel ist es im Gegensatz zu Mackie keine Frage, ob es das Gute gibt, sondern ob es unparteiische Gründe gibt, etwas als gut zu beurteilen.
Die Kritik wirft Nagel Dezisionismus vor, da er keinen Grund angibt, warum man sein Handeln überhaupt von einem neutralen Standpunkt aus beurteilen soll. Die normative Verbindlichkeit als logische Notwendigkeit, sich selbst nach moralischen Kriterien zu beurteilen, sei gerade das, was der Realismus mit seiner Behauptung objektiver Werte postuliere, diese aber verfehle Nagel.

##### Rationalistischer moralischer Realismus
Von Kantianern wie John Rawls wird angenommen, dass man Maximen finden kann, die für eine praktische Rationalität universell gültig sind. Dies beinhaltet die ontologische Existenz der zugrunde gelegten Maßstäbe.

### Antirealismus
Antirealismus besteht nur in der Kritik des Realismus.
Gegen den ethischen Realismus argumentiert John Leslie Mackie, dass man analog zur erkenntnistheoretischen Diskussion der Korrespondenztheorie der Wahrheit (siehe auch Münchhausen-Trilemma) keine logische Möglichkeit hat, die Existenz ethischer Werte zu begründen. Daher ist jede Behauptung, eine moralische Aussage sei wahr, ein Irrtum (Irrtumstheorie). Ethische Realisten verweisen gegen dieses Argument ähnlich wie erkenntnistheoretische Realisten auf den Erfolg ihrer Position in der Alltagspraxis (vgl. die Argumente zum hypothetischen Realismus). Da aber Verstöße gegen moralische Normen diese nicht falsifizieren können und auch häufig vorkommen, ist unklar, worin diese Erfolge bestehen.

## Kognitivismus versus Nonkognitivismus

### Nonkognitivismus
Nach dem Nonkognitivismus ist der Bereich des Normativen keiner wissenschaftlichen (wahren und objektiv gültigen) Erkenntnis zugänglich. Denn sittliche Überzeugungen entzögen sich den beiden Wahrheitskriterien der empirischen Wissenschaften, dem logischen oder mathematischen Beweis und der Überprüfung durch Beobachtung oder Experiment. Die Frage nach der Übereinstimmung moralischer Aussagen mit der Wirklichkeit sei sinnlos, weswegen für sie auch kein Wahrheitsanspruch erhoben werden könne (siehe auch Humes Gesetz).
Für Nonkognitivisten ist das Einhalten von ethischen Regeln eine Frage des Charakters und nicht des Wissens. Moral kann demzufolge nur als Habitus antrainiert, aber nicht als abstraktes Wissen gelernt werden.
Ein Vertreter des Nonkognitivismus in der Gegenwartsphilosophie ist Simon Blackburn, der darauf verweist, dass die Kritik nonkognitivistischer Ethiker am Kognitivismus sich nicht gegen moralische Äußerungen, sondern nur dessen Objektivitätsanspruch richtet. Der Nonkognitivist kritisiert lediglich die Begründung ethischer Aussagen, aber nicht die in der Praxis vorzufindenden Werthaltungen und Urteile. Allerdings stimmen Amoralisten der nonkognitivistischen Kritik voll zu.

#### Emotivismus
Als Emotivismus (auch: Expressivismus) bezeichnet man eine non-kognitivistische metaethische Theorie, nach der moralische Urteile lediglich als Ausdruck unserer eigenen (emotionalen) Einstellungen zu verstehen sind, wobei die gebietende Form der Urteile als Mittel zur Beeinflussung der Einstellungen anderer im Sinne dieses Urteils gedeutet wird. Er kann sowohl auf sprachanalytischer als auch auf metaphysischen Ebene vertreten werden.
Angestoßen durch den wachsenden Einfluss der analytischen Philosophie und des logischen Positivismus im 20. Jahrhundert, wurde diese Theorie mit am deutlichsten von Alfred Jules Ayer in seinem 1936 erschienenen Buch Language, Truth and Logic vertreten, um dann von Charles L. Stevenson in entscheidenden Hinsichten weiterentwickelt zu werden. Einen grundlegenden Beitrag zur emotiven Theorie leistete zuvor G. E. Moore mit der Untersuchung von Bezügen zwischen den Begriffen „gut“ und „schön“ in Principia Ethica von 1903.
Der Emotivismus stützt sich auf die Erkenntnis, dass durch den Sprechakt nicht nur Information vermittelt wird, sondern auch Gefühle ausgedrückt und hervorgerufen werden. Er wurde angeregt vom Positivismus des Wiener Kreises und von Ludwig Wittgenstein.
Nach dieser Auffassung kann „gut“ deshalb nicht definiert werden, weil es sich dabei nur um einen Scheinbegriff handelt. Der Satz „Du hast unrecht getan, dass du das Geld gestohlen hast,“ unterscheidet sich von dem Satz „Du hast das Geld gestohlen“ nur durch die zusätzliche moralische Missbilligung, neben der dem Wort „stehlen“ impliziten, die ich in dieser Sprachhandlung zum Ausdruck bringe. Statt des Satzes „Geld wegnehmen ist unrecht“ könnte man ebenso gut sagen: „Geld stehlen!“ und die Worte mit einem bestimmten tadelnden Ton aussprechen (Ayer).
Dabei ist zu beachten, dass nach der emotivistischen Theorie Werturteile keine Sätze sind, die Gefühle ausdrücken. Denn dies wären Tatsachenurteile über einen zugrundeliegenden psychologischen Tatbestand (das Empfinden bestimmter Gefühle) und damit keine Werturteile. Ein Werturteil ist vielmehr der Ausdruck eines Gefühls; es kann deshalb weder wahr noch falsch sein.
Die wichtigsten Argumente des Nonkognitivismus finden sich bereits bei David Hume. Seiner Ansicht nach können nur zwei Typen von Sätzen einen Wahrheitsanspruch erheben: Sätze, die eine Aussage über die Beziehung von Vorstellungen (ideas) enthalten und Sätze, die eine Aussage über den Bereich der Erfahrung machen. Bei den „Gegenständen“ der Moral, Affekten, Willensakten und Handlungen ist für Hume die Frage nach einer Übereinstimmung mit der Wirklichkeit sinnlos, Sätze darüber können nach Humes Gesetz nicht aus Faktensätzen gefolgert werden. Die Vernunft sei nicht in der Lage, den Willen zu motivieren oder sich einem Affekt zu widersetzen. Ihre Funktion erschöpfe sich darin, dass sie Mittel für die von den Affekten vorgegebenen Ziele sucht. Die Regeln der Moral sind nach Hume keine Folgerungen der Vernunft, sondern beruhen nur auf einem Gefühl:
Die Vernunft ist nur Sklave der Affekte und soll es sein. Sie darf niemals eine andere Funktion beanspruchen, als die, denselben zu dienen und zu gehorchen […]. Es läuft der Vernunft nicht zuwider, wenn ich lieber die Zerstörung der ganzen Welt will als einen Ritz an meinem Finger.
In der metaethischen Diskussion der Gegenwartsphilosophie wurde dieser Ansatz Humes wieder aufgegriffen. So unterscheidet Alfred Jules Ayer wie Hume zwei Klassen sinnvoller Aussagen oder Propositionen: analytische und empirische Propositionen. Moralische Sätze lassen sich für Ayer in keine dieser beiden Klassen einordnen. Sie dienen seiner Auffassung nach vielmehr dem Ausdruck von Gefühlen oder von Einstellungen des Sprechers und sollen bei anderen Gefühle hervorrufen, um so Handlungen auszulösen:
Das Vorhandensein eines ethischen Symbols in einer Proposition fügt ihrem tatsächlichen Inhalt nichts hinzu. Wenn ich daher zu jemand sage ‚Du tatest Unrecht, als du das Geld stahlst‘, dann sage ich nicht mehr aus, als ob ich einfach gesagt hätte, ‚Du stahlst das Geld‘. Indem ich hinzufüge, dass diese Handlung unrecht war, mache ich über sie keine weitere Aussage. Ich zeige damit nur meine moralische Missbilligung dieser Handlung. Es ist so, als ob ich ‚Du stahlst das Geld‘ in einem besonderen Tonfall des Entsetzens oder unter Hinzufügung einiger besonderer Ausrufezeichen geschrieben hätte. Der Tonfall oder die Ausrufezeichen fügen der Bedeutung des Satzes nichts hinzu. Sie dienen nur dem Hinweis, dass sein Ausdruck von gewissen Gefühlen des Sprechers begleitet wird.
Kritik am Emotivismus
Gegen die These des Emotivismus, ethische Aussagen seien bloße Gefühlsäußerungen ohne Wahrheitswert, wird neben dem Verweis auf die Selbstwidersprüchlichkeit des Nonkognitivismus (vgl. Skeptizismus) unter anderem der Einwand erhoben, dass dieser den lokutionären Bestandteil von moralischen Äußerungen zu sehr vernachlässige. Moralische Äußerungen drückten zwar eine subjektive Einstellung des Sprechers zum Gegenstand aus und dienten auch dazu, eine bestimmte Verhaltensweise des anderen auszulösen. Ihre Bedeutung könne sich aber darin nicht erschöpfen, da die Überzeugung von der Richtigkeit der eigenen Aussage die Grundlage der eigenen Einstellung und des Anspruchs an den anderen darstelle. Weiterhin könnten Emotionen und Aufforderungen ihrerseits wiederum einer ethischen Bewertung unterzogen werden. Es sei generell sinnvoll zu fragen, ob die mit einer moralischen Äußerung verbundene Emotion oder die Handlung, die man beim Adressaten eigener Äußerung auslösen möchte, ihrerseits gut sind.
Kognitivisten betonen weiterhin, dass die Frage: „Wie soll ich in der gegebenen Situation handeln?“ eine sinnvolle Frage ist und dass die Antworten, die darauf gegeben werden, nicht gleichgültig sind. Sätze, die beinhalten, wie Menschen handeln sollen, stellen Behauptungen mit einem Anspruch auf Richtigkeit dar. Diesen allgemeinen Geltungsanspruch kann man durch Argumente rechtfertigen oder kritisieren. Insofern ist für die Kognitivisten das Bemühen der Ethik um die möglichst allgemeingültige Beantwortung von Fragen, wie gehandelt werden soll, keineswegs sinnlos oder überflüssig.

#### Metaethik des Werterelativismus
Der Werterelativismus bzw. ethische Relativismus ist der Auffassung, dass normative Maßstäbe menschlichen Handelns nicht universell wahr sind, sondern höchstens innerhalb einer bestimmten Kultur (Kulturrelativismus) beziehungsweise einer bestimmten historischen Epoche (historischer Relativismus) faktisch gültig sind.
Eine Kritik an dieser Position lautet, dass die Deskription sozialer Konventionen die Frage nach rationalen Handlungs- oder Moralbegründungen ohne Bezug auf eine bestimmte Kultur oder Tradition nicht sinnlos macht. Strittig zwischen Relativisten und ihren Gegnern ist die Frage, ob man so stark von seiner eigenen kulturellen Prägung abstrahieren kann, dass man einen neutralen Standpunkt einnimmt.

### Kognitivismus
Der Kognitivismus hält an der prinzipiellen Erkennbarkeit des Sittlichen fest. Sätze der Moralsprache enthalten aus seiner Sicht Aussagen, für die ein Wahrheits- oder mindestens Fallibilitätsanspruch erhoben wird. In der Frage, wie dieser Wahrheitsanspruch eingelöst werden kann, unterscheiden sich die verschiedenen Richtungen. Viele Kognitivisten sind ethische Realisten, die an auffindbare objektive Werte glauben. Antirealistische Kognitivisten hingegen berufen sich auf intersubjektive Diskurse oder Kritiken als Erkenntnismethoden, die keine subjektunabhängigen Werte nötig haben.
Kognitivisten bringen u. a. drei Argumente gegen Nonkognitivisten vor:
- Wenn Bewertungen funktional verstanden werden, handelt es sich nicht wirklich um moralische Urteile.
- Die nonkognitivistische These, dass normative Urteile nicht wahrheitsfähig sind, widerspricht der alltäglichen Redeweise, in der sich Menschen fragen, ob sie tatsächlich oder wirklich dies oder das tun oder lassen sollen, ohne sich dabei auf soziale Instanzen zu beziehen.
- Nonkognitivisten können nur relative Moralbegründungen angeben und fallen so unter der Kritik der Amoralisten.

#### Antirealistischer Kognitivismus

##### Fiktionalismus
Der Fiktionalismus geht davon aus, dass die Rede über Moral eine Rede über fiktive Gegenstände ist, die also nicht wahr oder falsch ist. Dennoch kann das Zustandekommen einer handlungsleitenden Sammlung von Normen, Narrativen oder Werten untersucht und an internen Kriterien sowie an ihrem Zweck gemessen werden. Friedrich Nietzsche vertrat einen Fiktionalismus bezüglich der Moral, ebenso z. B. Richard Joyce in Anlehnung an die Irrtumstheorie von John Leslie Mackie.

##### Metaethik der Diskursethik
Eine moderne Variante des Kognitivismus stellt die Diskursethik dar.
Diskursethiker wie Habermas gehen davon aus, dass ethische Normen nicht allein mit Hilfe von Wahrnehmung und Logik begründet werden können. Daher beanspruchen sie, nicht gegen Humes Gesetz zu verstoßen und nicht den naturalistischen Fehlschluss zu begehen.
Habermas weist jedoch darauf hin, dass moralische Urteile in gleicher Weise wie empirische Aussagen als „wahr“ oder „richtig“ behauptet werden. Der mit dieser Behauptung erhobene Geltungsanspruch entspricht dem Anspruch auf Wahrheit bei empirischen Aussagen.
So wie die Wahrheit von empirischen Aussagen über die Beschaffenheit der Welt begründet werden muss, wenn es sich nicht um bloße Dogmen handeln soll, so kann und muss bei ethischen Behauptungen der Anspruch auf Richtigkeit durch allgemein akzeptable Gründe eingelöst werden. Das heißt, es muss über die ethische Behauptung ein zwangfreier, allein auf Argumenten beruhender Konsens hergestellt werden können, wenn sie richtig sein soll. Diese Position wird auch als „Konsenstheorie der Wahrheit“ bezeichnet.
Der Konsens wurde von Habermas ursprünglich faktisch verstanden, in Ermangelung der realen Existenz eines solchen aber später als Ideal postuliert.
Kritik an der Metaethik der Diskursethik
Habermas verweist zur Erreichung eines Konsenses bei der Beantwortung normativer Fragen auf den herrschaftsfreien Diskurs. Die Regeln des Diskurses gelten jedoch für die richtige Beantwortung aller sinnvollen Fragen, nicht nur der moralischen. Die positiven Wissenschaften verfügen darüber hinaus jedoch auch noch über das Kriterium der intersubjektiv übereinstimmenden Beobachtung. Ein entsprechendes konsensstiftendes Kriterium fehlt bei fast allen Diskurstheoretikern.
Geltung gebe es nur in Bezug auf gesellschaftliche normierende Instanzen, die formale Inkraftsetzungsakte vollziehen. Habermas falle auf ein Sprachspiel herein, wenn er darüberhinausgehende Geltungsansprüche ernst nähme, und daher hinter Wittgenstein zurück. Auch andere allgemein verbreitete Redeweisen können nicht wörtlich genommen werden, da zum Beispiel niemand glaubt, dass Rechenmaschinen Selbstbewusstsein haben, obwohl viele Menschen „Der Computer denkt …“ sagen.
Einen faktischen Konsens gibt es nicht. Die Auswahl eines idealen Konsenses als Wahrheitskriterium oder ein Äquivalent dazu ist willkürlich, genauso gut könnte ideale Evidenz gewählt werden. Konsens garantiere auch keine Wahrheit, da sich auch einfach alle irren könnten.

#### Realistischer Kognitivismus

##### Naturalismus
Naturalisten glauben nicht an objektive Werte, ein Naturrecht oder religiöse Ordnungen. Ethische Normen lassen sich daher schwer letztbegründen. 
Gerhard Vollmer schließt eine Letztbegründbarkeit aus. Für ihn sind beispielsweise relative Begründungen möglich, „die an meine eigenen Interessen, meine Gefühle, mein Mitleid, meine Hoffnungen, meine Ängste, meine Versprechen“ appellieren. Daraus können Verträge wie etwa Menschenrechte entwickelt werden. Ein anderes Beispiel ist eine Nachhaltigkeitsforderung wie „Wir sollten dafür sorgen, dass es künftigen Generationen nicht schlechter geht als uns!“. Da es keine Letztbegründbarkeit gibt, bleiben solche menschengemachten Grundnormen zeitgebunden.
Für andere Naturalisten gibt es moralische Fakten, diese sind Teil der Natur. Nach David Kellogg Lewis und Ralph Barton Perry erweisen sich sittliche Prädikate bei näherer Analyse als gleichbedeutend mit gewissen empirischen Prädikaten, etwa „gut“ mit „nützlich“ (Utilitarismus) oder „lustvoll“ (Hedonismus). Sittliche Urteile lassen sich dann aus wahren Sätzen über den Menschen und die Welt ableiten; die Suche nach der richtigen Moral wird zur Angelegenheit der empirischen Wissenschaften. Andere Vertreter sind Richard Boyd und in Deutschland Peter Schaber.
Diese Form des Naturalismus basiert damit auf der Zurückweisung des Arguments des naturalistischen Fehlschlusses. Im Unterschied zu Intuitionismus und Supernaturalismus behauptet er die Objektivität moralischer Aussagen, ohne sich auf übernatürliche Fakten zu beziehen.
Es gibt sehr verschiedene Formen von Naturalismus, je nachdem, welche moralische Tatsache jemand in der Natur zu finden glaubt:
Biologisch orientierter Naturalismus behauptet als natürlich Werte zum Beispiel das individuelle Überleben, die erfolgreiche Aufzucht von eigenen Kindern, Neffen und Nichten, das Prinzip der Erhaltung der eigenen Stammlinie (früher irrtümlicherweise 'Art', siehe Gruppenselektion) oder das Prinzip zur Weiterentwicklung der eigenen Stammlinie zu einer höheren Evolutionsstufe (Übermensch). Hierzu zählt auch die Auffassung, dass scheinbar moralischer Altruismus bereits genetisch angelegt und auch in der Tierwelt vorhanden ist (Richard Dawkins). Metaethischer Naturalismus ist dann Voraussetzung der Evolutionären Ethik.
Beim ökologisch orientierten Naturalismus wird die Integrität der Natur im Sinne von Gaia zum eigenständigen Wert.
Anthropologisch orientierter Naturalismus wird vertreten von Rosalind Hursthouse und Philippa Foot, die den ethischen Naturalismus durch eine Theorie über die Natur des Menschen zu begründen versuchen. Hursthouse argumentiert, dass in der Natur von komplexen Lebewesen nicht nur der Wunsch zum Überleben und zur Reproduktion liegt. Vielmehr komme es auch auf die Abwesenheit von Leid und das Funktionieren der Gemeinschaft an. Die moralischen Normen ergeben sich nun nach Hursthouse aus ebendiesen Merkmalen, die Teil der menschlichen Natur sind. Auch der Ethische Egoismus und der Eudämonismus können als Varianten des ethischen Naturalismus verstanden werden. Eudämonisten argumentieren, dass eine Handlung genau dann moralisch geboten ist, wenn sie mehr Glück als Leiden zur Folge hat. Aussagen über Glück und Leiden sind nach Ansicht vieler Eudämonisten rein deskriptiv, weshalb man normative, moralische Aussagen auf deskriptive Aussagen über Glück und Leid zurückführen könne. Ethische Egoisten dagegen sehen im „Nutzen“ d. h. in erfolgreicher Selbstbehauptung den höchsten Zweck sittlichen Lebens. Andere Philosophen sehen die Würde des Menschen als Fakt.
Schon der Rationalist Christian Wolff kann so verstanden werden, dass er bereits im 18. Jahrhundert einen modallogischen Naturalismus vertrat. Moralisch unmöglich sind ihm zufolge Handlungen mit widersprüchlichen Intentionen. Dies betrifft egoistische Handlungen. Diese dienten nämlich nur der eignen Selbstverbesserung auf Kosten anderer. Gut ist aber jede Vervollkommnung, böse jede Verschlechterung. Somit sind nur solche Handlungen moralisch möglich, die ausschließlich verbessernd auf alle Betroffenen wirken.
Soziologisch orientierte Naturalisten argumentieren, dass normative Sätze faktische soziale Konventionen beschreiben. Der Satz „Folter ist moralisch verwerflich“ ist dann Ausdruck menschengemachter Normen. Mit dieser Argumentation wird eine Position nahe dem Relativismus eingenommen.
Kritik am Naturalismus
Der metaethische Naturalismus muss sich insbesondere mit drei Typen von Einwänden auseinandersetzen:
Zum einen kann eingewandt werden, dass nicht klar ist, wie man von den genannten deskriptiven Sätzen zu moralischen Sätzen kommt. Warum sollte man etwa akzeptieren, dass die Aussage „x führt zu mehr Glück als Leiden“ die Aussage „x ist moralisch gut“ impliziert? Naturalismus wird entweder aufgrund von Humes Gesetz oder mit dem Argument des naturalistischen Fehlschlusses abgelehnt.
Zum zweiten ist nicht immer klar, ob die vorgeschlagenen, natürlichen Kriterien zu moralisch akzeptablen Normen führen. So mag es Handlungen geben, die der Natur des Menschen entsprechen und dennoch als moralisch verwerflich gelten sollen. Das gilt zum Beispiel für Xenophobie: Obwohl nach der evolutionären Psychologie eine angebliche Abwehrhaltung fremden Menschen gegenüber als beobachtbare Verhaltensweisen evolutionär selektiert sei, sei diese nicht moralisch gut.
Zum dritten könnte es Handlungen geben, die mehr Glück als Leiden erzeugen und die man dennoch als unmoralisch zurückweisen möchte.
Diese beiden letzten Kritiken sind logisch problematisch, insofern die Metaethik als die logische Voraussetzung der Angewandten Ethik gilt, so dass die Auswahl der richtigen Metaethik nicht anhand der erst anschließend zu bestimmenden moralischen Normen kritisierbar ist.

##### Intuitionismus
Als Alternative zum Naturalismus versteht sich der Intuitionismus (George Edward Moore, W. D. Ross, H. W. Prichard, C. D. Broad, A. C. Ewing). Er hält die grundlegenden sittlichen Urteile für in sich evident, das heißt einer bloß intuitiven Erkenntnis zugänglich.
Diese Schule wendet sich vor allem gegen die naturalistische Auffassung, die das Gute mit irgendwelchen natürlichen Eigenschaften identifiziert. „Gut“ ist nicht durch rein empirische Merkmale definierbar. Den „naturalistischen Fehlschluss“ begeht nach Moore, wer moralische Eigenschaften mit Hilfe natürlicher Eigenschaften zu definieren versucht (etwa: „gut bedeutet lustvoll“ oder: „gut bedeutet begehrt“).
Moore behauptet allerdings darüber hinaus noch, dass die Bedeutung von „gut“ völlig undefinierbar sei, weil „gut“ ein einfacher Begriff ist wie etwa „gelb“. „Wie man unmöglich jemandem, der es nicht schon kennt, erklären kann, was gelb ist, kann man ihm auch nicht erklären was gut ist“. Realdefinitionen, welche das wahre Wesen des durch ein Wort bezeichneten Gegenstandes oder Begriffs beschreiben und nicht bloß angeben, was das Wort gewöhnlich bedeutet, seien nur möglich, wenn der fragliche Gegenstand oder Begriff komplex ist. Universale Aussagen mit dem Prädikat „gut“ sind immer synthetische Sätze, niemals Definitionen.
Nach dem Intuitionismus kann der Mensch in ethischen Fragen durch ein besonderes Empfindungsvermögen beurteilen, was gut ist, ebenso wie in der Ästhetik das Schöne. Dies ist kein Vorgang der Wahrnehmung, sondern die Fähigkeit, eine gegebene Situation beurteilen zu können. Moralische Eigenschaften eines Sachverhaltes sind ähnlich wie sekundäre Qualitäten oder dispositionale Eigenschaften aufzufassen. Ebenso wie man rot als wahrgenommene Eigenschaft ansieht, so ist Gerechtigkeit oder Ekel als Eigenschaft einer moralischen Tatsache zu beurteilen. Moralische Tatsachen sind für den Nonnaturalisten ebenso wenig durch reduktionistische Theorien zu erfassen wie Qualia. Moralische Regeln sind in Anlehnung an Wittgenstein ebenso wie Sprachregeln nur durch ihren Gebrauch innerhalb einer Lebensform bestimmbar.
Klassische deutsche Vertreter des Intuitionismus (auch Nonnaturalismus genannt) sind Max Scheler und Nicolai Hartmann. In der Gegenwartsphilosophie wird er von John McDowell, David Wiggins und Mark Platts sowie in Deutschland von Franz von Kutschera vertreten.
Kritik am Intuitionismus
Wie die Ableitung von moralischen Aufforderungen aus Faktensätze über Werte gemäß den Schlussregeln der deontischen Logik funktionieren soll, ist unklar.
Die Position tendiert zum Werterelativismus, da es verschiedene Lebensformen gibt, in der verschiedene Werte erkannt werden, zum Beispiel Freiheit und Selbstbestimmung des Individuums in der einen, Harmonie und soziale Kohäsion in der anderen Kultur.
Eine andere Kritik der Position hält den Vergleich mit Qualia für irreführend, da Qualia ohne die sinnliche Wahrnehmung von Naturobjekten nicht gedacht werden können. Die analogen Grundlagen, die moralische Urteile auslösen, existieren aber womöglich gar nicht, werden aber sicherlich nicht organisch wahrgenommen.
Naturalistische Kritiker erklären, dass auch ästhetische Urteile nicht auf objektive Schönheitsideale verweisen, sondern naturale Wurzeln in der Evolution haben. Das gelte auch für den Einfluss der Moral auf intersubjektive Kommunikation, so dass auch hier nichts erkannt werde.
Problematisch für den Intuitionismus ist die Tatsache, dass alle Nicht-Intuitionisten verneinen, dass sie selbst eine moralische Intuition im Sinne des Intuitionismus haben. Der Intuitionismus muss entweder die allgemeine Verbindlichkeit moralischer Normen aufgeben, oder er muss Nicht-Intuitionisten als metaethisch irrelevante, ggf. wahrnehmungsgestörte Personen betrachten, was diese aber auch nicht überzeugen wird, gemäß der von Intuitionisten angeblich erkannten moralischen Werte zu agieren.

##### Supernaturalismus
Epikur sagt, dass die Götter nichts wollen oder fordern können, da sie anhaltend unendlich glücklich sind.
Wird die Existenz von Werten mit einer Instanz begründet, die vom Menschen unabhängig ist und außerhalb des Bereichs der Naturerklärung liegt, zum Beispiel mit Gott, spricht man von Supernaturalismus. Diese Begründung basiert auf religiöser Offenbarung oder spirituellen Einsichten. Als supernaturalistisch gilt auch eine Interpretation des Präferenzutilitarismus, für die die Nutzenoptimierung ein exogen vorgegebenes Prinzip ist.
Die Kritik von Christian Wolff, der selbst einen theistischen Standpunkt vertritt, geht davon aus, dass die Gesetze der Moral mehr oder weniger natürlich sind und daher auch ohne Religion, insbesondere durch einen Akt der Offenbarung durch Gott erschlossen werden können. Als Beleg für diese These verweist Wolff auf damals aktuelle Berichte über das chinesische Reich.

### Präskriptivismus
Der universelle Präskriptivismus ist eine sprachphilosophische Theorie, die im Zuge der Kognitivismusdebatte entstand. Sie nimmt in dieser Debatte eine Sonderrolle ein, da sie weder mit kognitivistischen Ansätzen, noch mit nonkognitivistischen Ansätzen konform geht. Der wichtigste Vertreter ist R. M. Hare, der den Universellen Präskriptivismus vertritt, nach dem moralische Urteile zugleich bindend und motivational sind. Andere Philosophen wie Sokrates und Aristoteles und vor allem Immanuel Kant haben ähnliche Auffassungen vertreten. So lässt sich beispielsweise der Obersatz eines aristotelischen praktischen Syllogismus als eine derartig vorschreibende moralische Norm auffassen.
Hare zufolge formulieren moralische Urteile Befehle, Forderungen, Erwartungen und Empfehlungen, die ohne logischen Widerspruch auch missachtet werden könnten. Moralische Normen sind Hare zufolge Aufforderungen wie z. B.: „Töte niemanden!“ Diese Aufforderungen lassen sich nicht auf Fakten reduzieren, hierin folgt er Hume gegen den Kognitivismus.
Er weist aber gleichzeitig die Schlussfolgerung nonkognitivistischer Ansätze zurück, dass aus einem nicht auf Tatsachen beruhendem Urteil deren generelle Unbegründbarkeit abgeleitet werden kann. Es sei möglich, Sätze unabhängig von ihrer empirischen Basis zu begründen.  Weil er zeigen möchte, dass beide Fragen nicht logisch miteinander verknüpft sind, muss er eine eigene Methode zur Analyse moralischer Sätze vorlegen.
Die Grundidee des Präskriptivismus ist der Unterschied zwischen Behauptungen und Forderungen bei einer Diskrepanz zwischen Satz und Welt. Bei einer falschen Behauptung ist der Satz falsch, und man muss den Satz ändern, um zu einem wahren Satz zu kommen. Bei einer nicht erfüllten moralischen Norm ist etwas in der Welt falsch. Man muss nun nicht die Forderung der Welt anpassen, sondern die Welt verändern. Folgerungen von Faktensätzen auf normative Sätze sind auch dem Präskriptivismus zufolge ein Naturalistischer Fehlschluss.
Hare geht davon aus, dass ethische Werturteile sich ohne große Schwierigkeit in Imperative (Befehle, Handlungsanweisungen) umformulieren lassen. Wertsemirelationale oder -konstituierende Sätze mit „gut“ enthalten also ein imperativisches Element, eine Empfehlung oder Handlungsanweisung. Sie unterscheiden sich von einfachen Imperativen vor allem durch ihre angenommene Allgemeinverbindlichkeit: Befehle sind immer an ein Individuum oder an eine individuelle Klasse von Menschen gerichtet; Werturteile erheben einen Anspruch auf allgemeine Geltung, weil in ihnen auf einen Wertmaßstab oder ein Handlungsprinzip Bezug genommen wird, das der Sprecher vertritt und dem er allgemeine Geltung zuschreibt.
Ein Werturteil spricht also nicht nur eine Billigung aus, sondern ist auch eine Empfehlung, eine Handlungsanweisung, in der auf ein allgemeines Prinzip Bezug genommen wird, so wie es der Sprecher versteht und bejaht. Er verpflichtet sich damit, jede andere Handlung, die dieser Handlung in den wesentlichen Eigenschaften ähnlich ist, ebenfalls als gut zu bezeichnen.
„Gut“, wie es in moralischen Zusammenhängen gebraucht wird, hat hier also eine beschreibende und eine wertende Bedeutung, wobei die letztere die primäre ist. Der Zweck des Wortes „gut“ und anderer Wertwörter ist in ihrer Verstärkungswirkung bei der zielgerichteten Vermittlung von Wertmaßstäben zu sehen. Wer weiß, nach welchen Maßstäben der Sprecher urteilt, kennt zugleich dessen beschreibende Bedeutung von „gut“.
Nach Auffassung des Präskriptivismus ist es logisch nicht möglich, dass eine Person denkt 'Man soll in der Situation X die Handlung Y tun' und dennoch in der Situation X nicht meint, dass sie Y tun soll. Entweder stimmt sie dem entsprechenden Satz zu, dann handelt sie auch demgemäß; oder, wenn sie nicht demgemäß handelt, ist sie auch nicht entsprechend überzeugt.
Hares Position wurde sehr oft verkürzt dargestellt, zum Beispiel zu Beginn seines philosophischen Wirkens als Emotivist, später als Dezisionist. Hare hat allerdings im Laufe der Zeit ein sehr komplexes Werk vorgelegt, indem er viele Argumente gegen den Nonkognitivismus verarbeitet und viele objektivierende Elemente in seine Moralphilosophie integriert hat. Als Restbestand der Kritik gegen den Präskriptivismus verblieb, dass Hare Amoralisten keine logische Inkohärenz unterstellt.

## Kritischer Konventionalismus
Der Standpunkt des Kritischen Rationalismus nennt sich Kritischer Konventionalismus oder Kritischer Dualismus (von Fakten und Normen). Insbesondere Hans Albert hat sich damit auseinandergesetzt. Demnach ist eine Letztbegründung der Moral nicht möglich (vgl. Münchhausen-Trilemma). Moralische Maßstäbe müssten letztlich „erfunden und festgesetzt werden, wie dies auch für die Kriterien des wissenschaftlichen Denkens gilt“. Karl Popper betont jedoch, dass Festsetzungen nicht „weil konventionell, das heißt vom Menschen geschaffen, ‚bloß willkürlich‘“ sind. Für den Kritischen Rationalismus stellt sich die Frage nach Realismus versus Antirealismus nur sehr beschränkt und die Frage nach Kognitivismus versus Nonkognitivismus gar nicht. Beide Gegensätze behaupten eine Einheit oder enge Verbindung von Wahrheit und Begründung im Sinne der klassischen Erkenntnistheorie (Satz vom zureichenden Grund). Der Kritische Rationalismus lehnt diese Auffassung jedoch ab und verbindet stattdessen die Aufrechterhaltung der Idee der absoluten Wahrheit mit einem radikalen Erkenntnisskeptizismus. Zusätzlich vertritt der Kritische Rationalismus auch auf dem Gebiet der Ethik einen Fallibilismus (der Mensch kann sich auch hinsichtlich von ethischen Normen irren) und einen Negativismus (alle gültigen Argumente versuchen ethische Normen zu kritisieren, nicht sie positiv auszuzeichnen – die Bewährung von ethischen Normen ist erkenntnistheoretisch irrelevant). Es besteht also kein wesentlicher Unterschied zwischen der erkenntnistheoretischen Stellung des Kritischen Rationalismus zu wissenschaftlichen Sätzen und seiner Stellung zu moralischen Normen. Beide können und sollen nicht begründet werden. Worauf es ankommt, ist lediglich, dass sie kritisiert werden. Und das ist mit logischen Brückenprinzipien durchaus möglich. So gibt es das streng deduktive Kriterium Ultra posse nemo obligatur, dass das Sollen das Können impliziert, und Können kann durch empirische Theorien kritisiert werden. Da Normen außerdem für den Kritischen Rationalismus Problemlösungsversuche darstellen, sind sie durch die empirische Feststellung kritisierbar, dass ihre Anwendung das Problem nicht löst. Umgekehrt behauptet der Kritische Rationalismus jedoch einen Unterschied zwischen wissenschaftlichen Theorien und ethischen Normen auf faktischer Ebene. Der Verlauf der Geschichte kann, anders als es der Historizismus behauptet, nicht in Form eines Naturgesetzes vorhergesagt werden. Denn da die zukünftigen Resultate der Wissenschaft die Geschichte beeinflussen, müssten sich mit einem solchen moralischen Naturgesetz auch diese Resultate vorhersehen lassen, was aber logisch paradox ist. Daher kann vom Sein nicht auf das Sollen geschlossen werden. Der Staat soll sich nach Popper daher auf den Erlass und die Durchsetzung von Gesetzen beschränken, die das Leid in der Gesellschaft bekämpfen. Er soll hingegen auf Gesetze verzichten, die höhere moralische Werte durchzusetzen versuchen. Solche höheren moralischen Werte zu wählen, zu leben und für sie zu werben, soll allein Sache der Bürger sein, in die sich der Staat nicht einmischt. Und zudem muss der Staat nach Popper unter demokratischer Kontrolle stehen, damit die Herrschenden zur Rechenschaft gezogen und unblutig abgewählt werden können, wenn sie der Gesellschaft eine falsche Moral aufzuzwingen versuchen, die das Leid vermehrt, statt es zu vermindern.

### Primärliteratur
- Alfred Jules Ayer: Sprache, Wahrheit und Logik. („Language, truth and logic“). Reclam, Stuttgart 1987, ISBN 3-15-007919-5.
- Richard Mervyn Hare: Prescriptivism. In: Edward Craig (Hrsg.): Routledge Encyclopedia of Philosophy. Routledge, London 1998, ISBN 0-415-16917-8 (10 Bde. + 1 CD-ROM).
- Richard Mervyn Hare: Die Sprache der Moral. 2. Auflage. („The language of morals“). Suhrkamp, Frankfurt am Main 1997, ISBN 3-518-28012-0.
- Richard Mervyn Hare: Moralisches Denken. 1. Auflage. („Moral Thinking“). Suhrkamp, Frankfurt am Main 1992, ISBN 3-518-28012-0.
- Richard Mervyn Hare: Freiheit und Vernunft. 1. Auflage. („Freedom and Reason“). Suhrkamp, Frankfurt am Main 1983, ISBN 3-518-28057-0.
- Russ Shafer-Landau: Moral Realism: A Defense. Oxford University Press, Oxford 2003, ISBN 0-19-925975-5.
- George Edward Moore: Principia Ethica (Übers. von Burkhard Wisser). Reclam, Stuttgart 1996, ISBN 3-15-008375-3.
- Charles L. Stevenson: Ethics and Language. ASM Press, New York 1979, ISBN 0-404-14806-9 (Nachdruck der Ausgabe New Haven, Conn. 1944).
- John Leslie Mackie: Ethics. Inventing Right and Wrong. Penguin, London 1977, ISBN 0-14-013558-8.
- Georg Meggle, Günther Grewendorf (Hrsg.): Sprache und Ethik (stw 91). Suhrkamp, Frankfurt am Main 1974, ISBN 3-518-07691-4.
- Bert Heinrichs, Jan-Hendrik Heinrichs (Hrsg.): Metaethik. Klassische Texte. Suhrkamp, Berlin 2016, ISBN 978-3-518-29757-5.

### Sekundärliteratur
Einführende Literatur
- Arno Anzenbacher: Einführung in die Ethik. 3. Auflage. Patmos, Düsseldorf 2003, ISBN 3-491-69028-5.
- O. Höffe: Metaethik. In: Otfried Höffe (Hrsg.): Lexikon der Ethik. 6. Auflage. Beck, München 2002, ISBN 3-406-47586-8.
- Alexander Miller: Introduction to Contemporary Metaethics. Blackwell, 2003, ISBN 0-7456-2345-X Standardwerk
- Bruno Niederbacher: Metaethik. Kohlhammer Stuttgart 2021, ISBN 978-3-17039628-9.
- Michael Quante: Einführung in die Allgemeine Ethik. 5. unver. Auflage. Wissenschaftliche Buchgesellschaft, Darmstadt 2013, ISBN 978-3-534-00658-8.
- Friedo Ricken: Allgemeine Ethik. 5. Auflage. Kohlhammer, Stuttgart 2013, ISBN 978-3-17-022583-1.
- Monika Hofmann-Riedinger: Metaethik. In: Annemarie Pieper (Hrsg.): Geschichte der neueren Ethik. Band 2, Tübingen 1992, S. 55–80.
- Markus Rüther: Metaethik zur Einführung. Junius, Hamburg 2015, ISBN 978-3-88506709-2.
- Thomas Schmidt: Metaethik und deskriptive Ethik. In: Marcus Düwell (Hrsg.): Handbuch Ethik. Metzler, Stuttgart 2002, ISBN 3-476-01749-4.
- Titus Stahl: Einführung in die Metaethik. (= Reclams Universal-Bibliothek. Nr. 19137). Reclam, Stuttgart 2013, ISBN 978-3-15-019137-8.

Vertiefende Literatur
- Steven M. Cahn, Joram G. Haber (Hrsg.): Twentieth Century Ethical Theory. Prentice Hall 1995, ISBN 0-02-318031-5.
- Stephen Darwall, Allan Gibbard, Peter Railton (Hrsg.): Moral Discourse and Practice. Some Philosophical Approaches. Oxford University Press, Oxford 1996, ISBN 0-19-509669-X, v. a. Teil III
- Andrew Fisher, Simon Kirchin (Hrsg.): Arguing about metaethics. Routledge, London 2006, ISBN 0-415-38027-8.
- Jonathan Jacobs: Dimensions of Moral Theory: An Introduction to Metaethics and Moral Psychology. Wiley-Blackwell, 2002, ISBN 0-631-22963-9.
- Russ Shafer-Landau, Terence Cuneo (Hrsg.): Foundations of Ethics. An Anthology. Blackwell, London 2006, ISBN 1-4051-2952-2.
- Russ Shafer-Landau (Hrsg.): Ethical Theory: An Anthology. Blackwell, London 2007, ISBN 978-1-4051-3320-3.